# Abraham Hondius

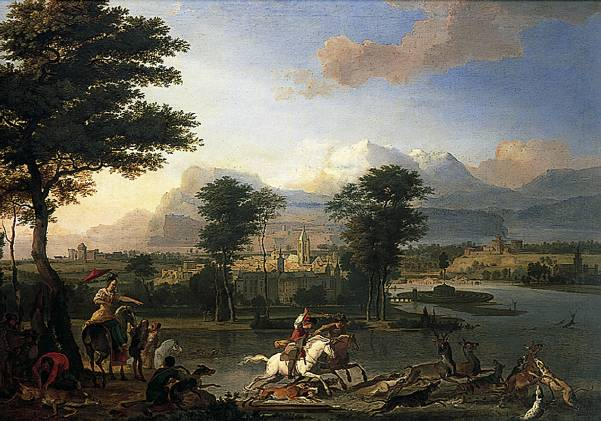
Hjortjakten 1675, Norwich Castle.

Abraham Hondius eller de Hondt, född omkring 1630, död 1695, var en nederländsk målare och grafiker.
Abraham Hondius var mest känd för sina jaktscener och djurbilder i Frans Snyders och Jan Fyts stil.